# Dahu
El dahu es una criatura legendaria muy popular  en Francia, Suiza y en el norte de Italia (en especial en la zona francófona del Valle de Aosta).
Bromistas franceses, italianos y suizos a menudo describen al dahu como una cabra de montaña con las patas de cada lado del cuerpo de longitudes diferentes para adaptarse al área montañosa.
El nombre cambia según la región: dahut o dairi en el Jura, darou en los Vosgos, daru en Picardía, darhut en Borgoña, daù en Val Camonica;  tamarou en Aubrac y Aveyron, y tamarro en Cataluña y Andorra. La cría del dahu es llamada dahuot.

## Descripción
En el folclore francés, el dahu tiene el aspecto de un ciervo o ibex, pero con la característica principal de que sus patas de un lado del cuerpo son más cortas que las del otro lado. Esto le facilita caminar en las pendientes empinadas de su hábitat montañoso. Solo puede caminar alrededor de las montañas en una sola dirección. La leyenda explica que hay dos variantes del animal, el laevogyrous dahu (el cual tiene patas más cortas en el lado izquierdo, así que camina alrededor de la montaña en sentido contrario a las agujas del reloj) y el dextrogyre dahu (cuál tiene patas más cortas en el lado derecho,así que camina alrededor de la montaña en el sentido de las agujas del reloj). Estos raramente se aparean entre ellos según el folclore francés. Aun así, cuando se aparean,  se cree que producen dos tipos más de dahu. Estas dos variaciones nunca han sido vistas, pero se cree existen. En estas variaciones la diferencia de longitud de la patas es diagonal. Esto significa que el dahu puede tener la pata frontal derecha y la trasera izquierda más corta que la frontal izquierda o la trasera derecha. También se dice que los dahus macho tienen las patas más cortas en el lado derecho y que las hembras las tienen más cortas en el lado izquierdo, haciendo que se paseen en direcciones opuestas de las montañas lo que permite encontrarse el uno al otro para reproducirse. También que el macho dahu tiene testículos que arrastra en la tierra dejando un rastro de olor para que los miembros del sexo opuesto puedan localizarlo. Los machos también utilizan los rastros de olor para encontrar su próxima víctima de acoso, pues los dahus son conocidos por acosarse reafirma su dominancia.

## Atrapando a un dahu
Bromistas franceses afirman que para atrapar a un dahu se necesitan dos personas, uno con un saco en la base de la pendiente de la montaña y otro que sea bueno haciendo sonidos de dahu. Este se posiciona detrás de un dahu y hace el sonido. Cuando el dahu se gire para ver, perderá el equilibrio y rodará montaña abajo hacia la persona con el saco.
Otro método es echar pimienta molida en una piedra grande; cuando el dahu, mientras se alimenta, viene y olfatea la pimienta, estornudará y se golpeará con la piedra quedando inconsciente.

## Princesa Dahut
La princesa Dahut de Cornualles (Brittany), cuyo nombre es homófono con el del animal (pero a menudo deletreado "dahud" en los textos bretones), es a veces asociada con el dahu en folclore moderno, como en la siguiente leyenda: Un día  ella le dio la llave de su ciudad, Ys, al Diablo, que la utilizó para destruir esa ciudad. Como castigo, Dios la transformó en un animal con la extraña y peluda forma del dahu moderno.

## El ascenso del dahu
El dahu es una corriente de la cultura popular francesa del siglo XX, conocida en Lorena, en las zonas montañosas de Francia oriental (Los Alpes y Jura), y en la Suiza francoparlante a modo de chiste entre los lugareños y una broma para engañar a los niños. Su popularidad empezó a dispararse a finales del siglo XIX. La floreciente industria turística trajo a las montañas turistas ricos de las ciudades con una actitud un poco arrogante y un conocimiento mínimo del campo. Los alpinistas que trabajan como guías de caza se aprovechaban de la credulidad de algunos turistas para atraerlos a la "caza del dahu" (en francés "chasse au dahu"). El animal era promocionado como raro y un botín codiciado, la captura del mismo requería esperar toda la noche en una fría pendiente, agachado en una posición incómoda. En la segunda mitad del siglo XX, la llegada de cazadores ingenuos terminó, y la caza del dahu era disfrutada como una broma en los campamentos de verano.

## El dahu hoy
Desde las últimas décadas del siglo XX, el dahu es ampliamente reconocido como una criatura ficticia, una broma, y una metáfora para una historia increíble. Esta leyenda ha sido ampliamente perpetuada por profesores de lengua extranjera suizos pretendiendo educar a su alumnado quienes han sido privados del conocimiento del animal nacional suizo (el dahu). El Museo de los Alpes en el Bard Fort, Valle de Aosta, dedicó una parte de su exposición permanente al dahu. Ha sido adoptado por otras regiones montañosas como los Pirineos. La actividad recreativa "caza del dahu" es organizadas en ocasiones como actividad al aire libre en Francia y Suiza. Hay sitios web dedicados al dahu y aficionados al dahu, como Marcel Jacquat, exdirector  del Museo de Ciencia Natural de La Chaux-de-Fonds en Suiza, quién escribió una monografía y abrió el 1 de abril de 1995 una exposición dedicada al animal. El 1 de abril de 1967, el prefecto de Alta Saboya (Francia) oficialmente hizo a los suburbios montañosos de la pequeña ciudad de Reigner un "santuario" para el dahu donde la caza y la fotografía están prohibidas. Todo fue una broma , según la tradición del 1.º de abril, el Día de los Inocentes.

## Lectura adicional
- Dahu Leroy Patrick, Le dahu, ed. Du Mont (27 de julio de 2000) Colección : Encyclopédie; volumen yo : ISBN 2-9508216-4-2 ISBN 978-2950821645; volumen II : ISBN 2-9508216-7-7 ISBN 978-2-9508216-7-6 (francés)
- Esta obra contiene una traducción total derivada de «Dahu» de Wikipedia en inglés, concretamente de esta versión del 15 de agosto de 2015, publicada por sus editores bajo la Licencia de documentación libre de GNU y la Licencia Creative Commons Atribución-CompartirIgual 4.0 Internacional.

- Datos: Q672799
- Multimedia: Dahu / Q672799